# Јасмин Тртовац
Јасмин Тртовац (Нови Пазар, 27. децембра 1986) српски је фудбалер.